# Bobby Harrop
Robert Harrop, più conosciuto con il diminutivo Bobby Harrop (Manchester, 25 agosto 1936 – Margate, 8 novembre 2007) è stato un allenatore di calcio e calciatore inglese, di ruolo difensore.

## Caratteristiche tecniche
Era un difensore centrale.

## Carriera

### Giocatore
Cresciuto a Manchester, viene notato da degli osservatori del Manchester Utd all'età di 16 anni mentre giocava una partita amatoriale nelle giovanili del club cittadino Benchill Youth Club. Un anno più tardi entra nelle giovanili dei Red Devils, con cui nella stagione 1953-1954 vince una FA Youth Cup, disputando tra l'altro anche la finale del torneo. A partire dal 1954 viene aggregato alla prima squadra, ma di fatto fino al termine della stagione 1956-1957 gioca solo partite nella squadra riserve (all'epoca non esistevano infatti ancora le sostituzioni), ricoprendo peraltro all'occorrenza molti ruoli anche radicalmente diversi dal suo prediletto di difensore centrale (giocò infatti da terzino, da mediano ed occasionalmente persino da centravanti). Esordisce in prima squadra nel corso della stagione 1957-1958, dopo il disastro aereo di Monaco di Baviera: il suo primo incontro ufficiale con i Red Devils è la vittoria per 1-0 nella partita di FA Cup contro il West Bromwich del 5 marzo 1958; l'esordio in prima divisione avviene invece il successivo 8 marzo, sempre contro il West Bromwich, in una partita giocata in trasferta e pareggiata 0-0. Gioca poi ulteriori 4 partite di campionato nella stagione 1957-1958, a cui ne aggiunge altre 5 nella stagione successiva, che risulta anche essere la sua ultima nel club: nell'estate del 1959 viene infatti ceduto per 4000 sterline al Tranmere, dove rimane per due campionati consecutivi mettendo a segno complessivamente 2 reti in 41 presenze.
Nell'estate del 1961, all'età di 27 anni, Harrop lascia definitivamente il calcio professionistico: la sua carriera si protrae però per addirittura ulteriori 24 stagioni, tutte a livello semiprofessionistico e successivamente, in tarda età, dilettantistico. In particolare, il club in cui si trasferisce subito dopo l'addio al Tranmere ed a cui lega maggiormente il suo nome è il Margate, militante in Southern Football League (all'epoca una delle leghe calcistiche inglesi più importanti al di fuori della Football League): rimane in squadra dal 1961 al 1969 e successivamente vi torna anche nella stagione 1977-1978), per un totale di 567 partite fra tutte le competizioni ufficiali con la maglia del club. Tra il 1969 ed il 1972 gioca invece con l'Ashford Town, mentre dal 1972 al 1977 veste la maglia del Canterbury City: con questi due club gioca rispettivamente 106 e 171 partite di campionato, tutte nella Southern Football League. Dopo il già citato ritorno al Margate trascorre due stagioni al Ramsgate, per complessive 52 partite giocate.
Nell'estate del 1980, ormai quarantaquattrenne, va al Nottingham Castle, formazione amatoriale della Thanet Premier Sunday League; passa quindi al Thanet United, con cui dal 1981 al 1985 è sia giocatore che allenatore nella dilettantistica Thanet and District Football League. Si ritira definitivamente dal calcio giocato solamente nel 1985, all'età di 49 anni.

### Allenatore
Oltre alla già citata esperienza al Thanet United ha poi allenato per un'ulteriore stagione, guidando la squadra riserve dei semiprofessionisti del Dover Athletic; in seguito è comunque rimasto nel mondo del calcio arbitrando a livello dilettantistico fino al 2005, all'età di 70 anni.

## Palmarès

### Giocatore

#### Competizioni nazionali
- FA Charity Shield: 1

Manchester United: 1957
- Southern Football League First Division South: 2

Margate: 1962-1963, 1977-1978
- Southern Football League Cup: 1

Margate: 1967-1968

#### Competizioni giovanili
- FA Youth Cup: 1

Manchester United: 1953-1954